# Státní poznávací značky v Kazachstánu

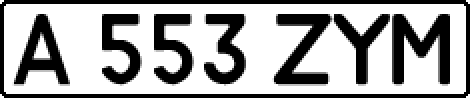
Malovaná registrační značka

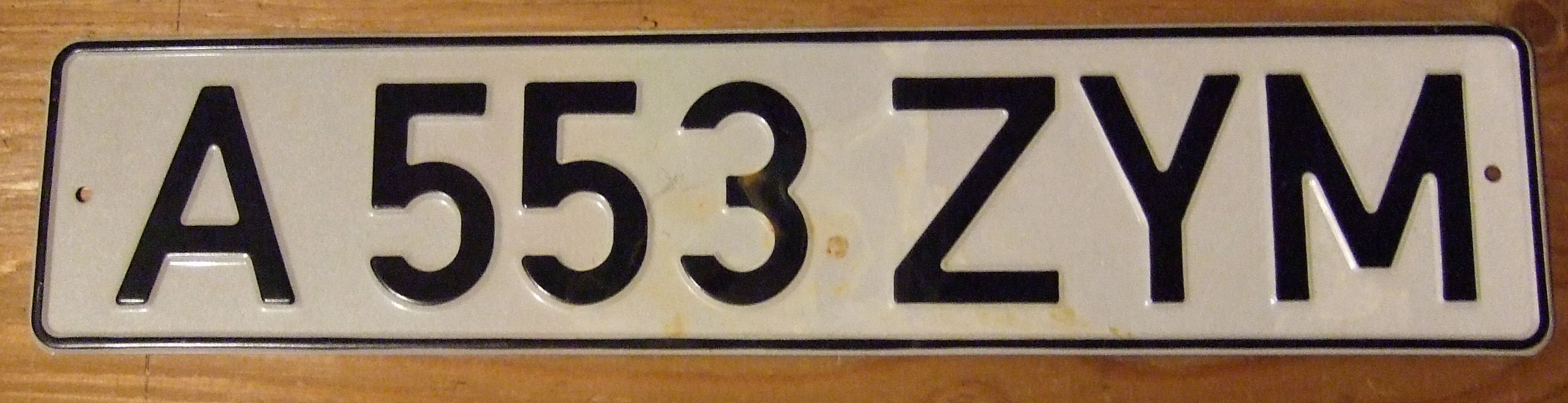
Kazachstánská registarční značka pro Astanu

Kazachstánská SPZ obsahuje 1 černé písmeno, 3 černé číslice a 3 černá písmena.

## Kódy měst
| poloha | znak | kód | Město                       |
| ------ | ---- | --- | --------------------------- |
|        |      | A   | Almaty                      |
|        |      | B   | Almatská oblast             |
|        |      | C   | Akmolská oblast             |
|        |      | D   | Aktobská oblast             |
|        |      | E   | Atyrauská oblast            |
|        |      | F   | Východokazachstánská oblast |
|        |      | H   | Žambylská oblast            |
|        |      | K   | Karagandská oblast          |
|        |      | L   | Západokazachstánská oblast  |
|        |      | M   | Karagandská oblast          |
|        |      | N   | Kyzylordská oblast          |
|        |      | O   | Akmolská oblast             |
|        |      | O   | Severokazachstánská oblast  |
|        |      | P   | Kostanajská oblast          |
|        |      | R   | Mangystauská oblast         |
|        |      | S   | Pavlodarská oblast          |
|        |      | T   | Severokazachstánská oblast  |
|        |      | U   | Východokazachstánská oblast |
|        |      | V   | Almatská oblast             |
|        |      | W   | Akmolská oblast             |